# Холл, Натали
Натали́ Эли́за Холл (англ. Natalie Elise Hall; род. 25 января 1990, Ванкувер, Британская Колумбия, Ванкувер, Канада) — канадская актриса. Наиболее известна по роли Колби Чендлер телесериале «Все мои дети».

## Биография
Выросла в Ванкувере, Британская Колумбия. Её мать была балериной. У неё есть два брата. Вспоминая детство, она сказала следующее: «Я выросла с любовью к искусству, но в то же время была эдаком сорванцом, любила спорт и была склонна к конкуренции». Играла в футбол в мужской футбольной команде. Сыграла ведущую роль в постановке «Энни» в местном театре. Заняла первое место, представляя Британскую Колумбию на национальном песенном конкурсе. Обучалась в Лондонской академии балета и окончила её с отличием в 16 лет.
В 2017 году вышла замуж за Джейка Х. Роббинса, морского пехотинца США. В 2021 году у них родился сын, в 2023 году — второй сын.

## Избранная фильмография
| Год       |    | Русское название                    | Оригинальное название          | Роль            |
| --------- | -- | ----------------------------------- | ------------------------------ | --------------- |
| 2008      | с  | Закон и порядок: Специальный корпус | Law & Order: SVU               | Шелби Кроуфорд  |
| 2009      | с  | Хорошая жена                        | The Good Wife                  | Мора            |
| 2009—2011 | с  | Все мои дети                        | All My Children                | Колби Чендлер   |
| 2010      | ф  | Восходящие звёзды                   | Rising Stars                   | Бренна          |
| 2011—2012 | с  | Милые обманщицы                     | Pretty Little Liars            | Кейт Рэндолл    |
| 2011      | тф | Рождественский роман                | Love’s Christmas Journey       | Элли Дэвис Кинг |
| 2012      | тф | Семилетняя заминка                  | The Seven Year Hitch           | Дженнифер       |
| 2013      | ф  | Плюс один                           | +1                             | Мелани          |
| 2013      | с  | C.S.I.: Место преступления          | CSI: Crime Scene Investigation | Кэти Хилл       |
| 2013      | с  | До смерти красива                   | Drop Dead Diva                 | Бритни          |
| 2014      | с  | Несчастные                          | Star-Crossed                   | Тейлор Бичем    |
| 2014      | с  | Дорогой доктор                      | Royal Pains                    | Хоуп, Таша      |
| 2014      | с  | Настоящая кровь                     | True Blood                     | Эмбер Миллс     |
| 2016      | ф  | Проклятие спящей красавицы          | The Curse of Sleeping Beauty   | Линда           |
| 2017      | ф  | Дело храбрых                        | Only the Brave                 | Натали Джонсон  |
| 2017      | с  | Оттенки синего                      | Shades of Blue                 | девушка Бьянчи  |
| 2017      | с  | Морская полиция: Новый Орлеан       | NCIS: New Orleans              | Хлоя Майлс      |
| 2018      | с  | Нереальный холостяк                 | Unreal                         | Кэнди Коко      |
| 2018—2019 | с  | Зачарованные                        | Charmed                        | Люси            |